# Löwensen

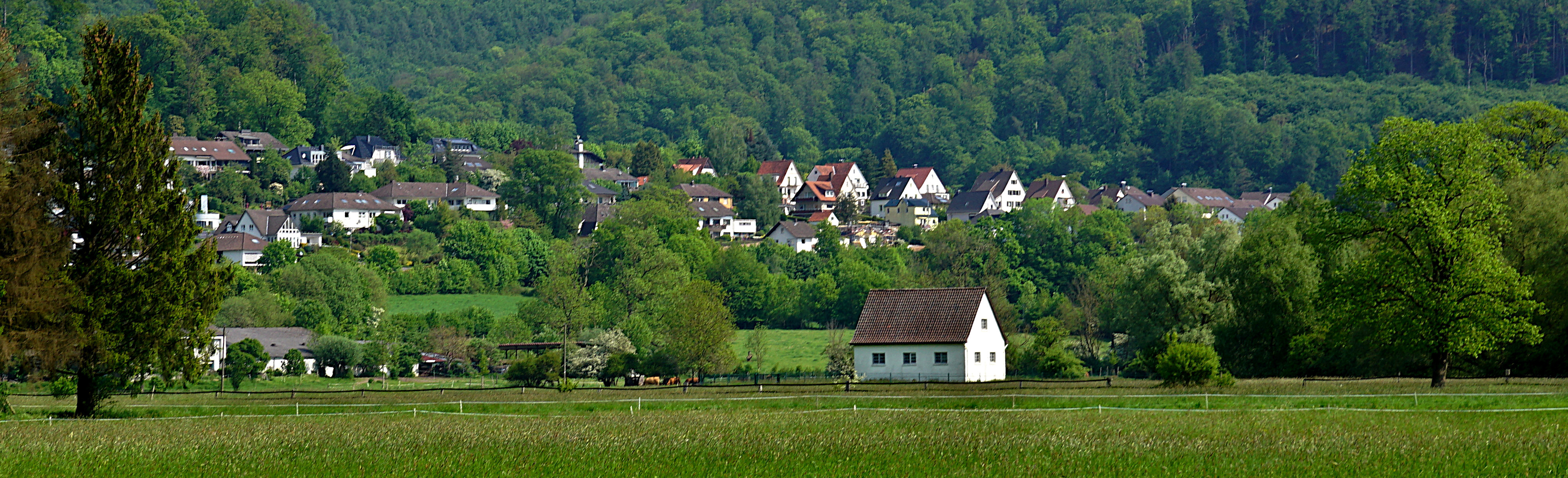
Löwensen, Ansicht von Westen

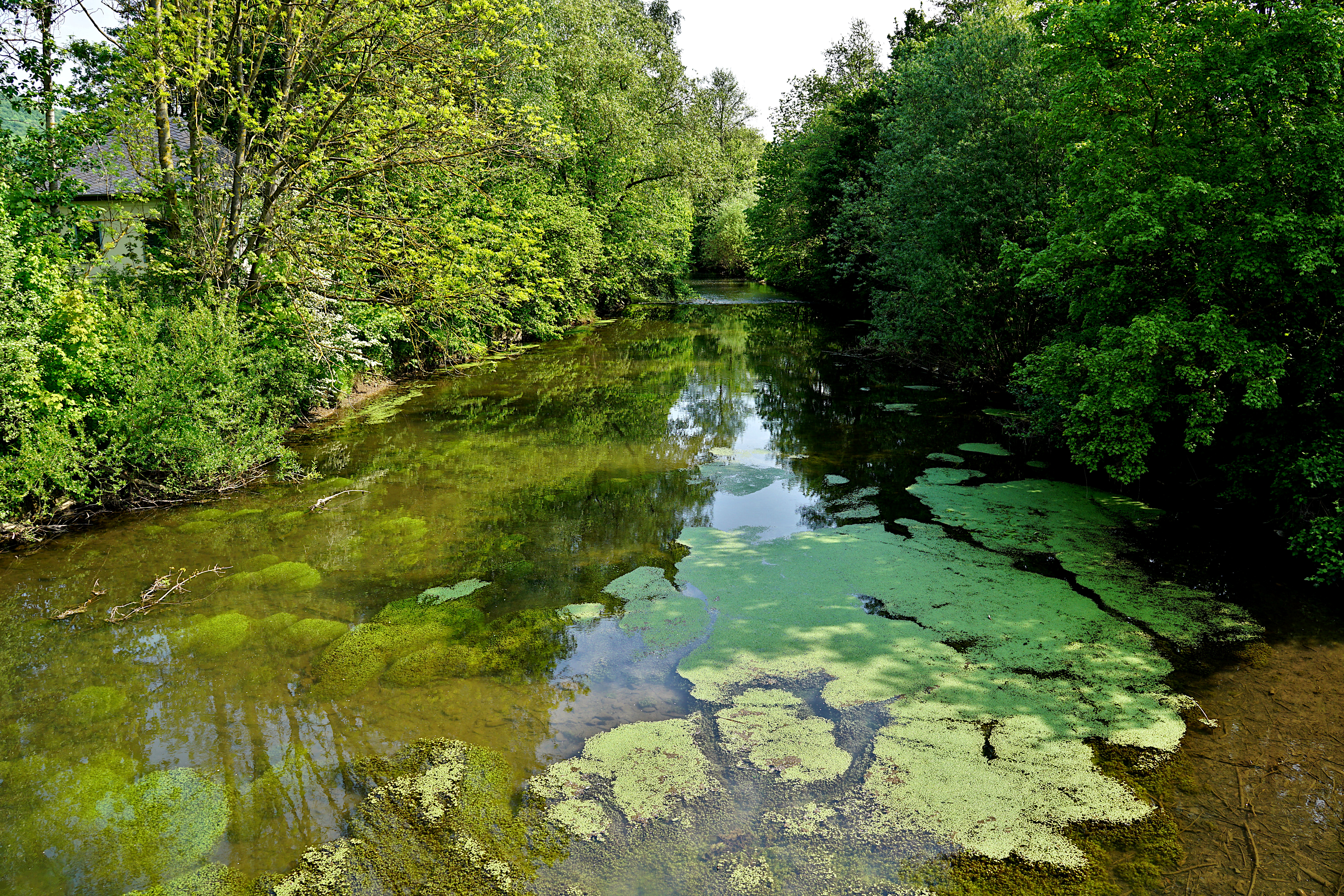
Fluss Emmer in Löwensen

Löwensen ist ein Ortsteil der Kurstadt Bad Pyrmont im niedersächsischen Landkreis Hameln-Pyrmont.

## Geografie und Verkehrsanbindung
Der Ortsteil erstreckt sich unweit östlich der Kernstadt von Bad Pyrmont nördlich der Emmer an den Kreisstraßen K 39 und K 40. Südlich verlaufen die Landesstraßen L 429 und L 426. Am nördlichen Ortsrand erhebt sich der Königsberg mit dem 31 Meter hohen, 1912 erbauten Bismarckturm.

## Eingemeindungen
Am 1. Januar 1973 wurde die bis dahin selbständige Gemeinde Löwensen eingegliedert.

## Persönlichkeiten

### Söhne und Töchter des Ortes
- Christel Thielke (* 1936), Politiker (SPD), war von 1990 bis 1998 im Landtag von Niedersachsen
- Hermann Franz Wackermann (1860–1936), Fabrikant und Politiker

### Mit dem Ort verbunden
- Karl Neuhaus (1880–1947), Politiker, war von 1920 bis 1928 Reichstagsabgeordneter, eröffnete als Kaufmann und Fabrikant in Löwensen eine mechanische Baumwollweberei und eine Sackfabrik, Sackreparatur und Reinigung.